# NGC 4353
NGC 4353 é uma galáxia irregular (IBm) localizada na direcção da constelação de Virgo. Possui uma declinação de +07° 47' 03" e uma ascensão recta de 12 horas, 24 minutos e 00,2 segundos.